# Samira Sa’id
Samira Sa’id, Samira Saïd (właśc. Samira Abd ar-Razak ibn Sa’id; ur. 10 stycznia 1958 w Rabacie w Maroku) – marokańska wokalistka, reprezentantka Maroka podczas Konkursu Piosenki Eurowizji w 1980 roku.

## Życiorys
Urodziła się i wychowała w Rabacie. Zaczęła śpiewać w wieku 9 lat. W wieku 17 lat wzięła udział w marokańskim telewizyjnym programie muzycznym "Mawaheb" na Royal Moroccan TV u boku innej marokańskiej piosenkarki Azizy Dżalal, gdzie została uznana za muzyczny talent. Zachęcana przez rodzinę i wspierana przez ważnych ludzi w scenie muzycznej zaczęła śpiewać profesjonalnie.
W krótkim czasie Samira Sa’id stała się znana w swoim rodzinnym kraju, nagrywając wiele popularnych piosenek arabskich, takich jak "Kifash Tlakina", "Fayetli sheftek shi Marra", "Sarkouh" oraz "Al Behhara".
Sukces na marokańskiej scenie muzycznej skłonił Samirę do wyjazdu do Egiptu, który wówczas uchodził za centrum sztuki i muzyki arabskiej. W Egipcie Samira współpracowała z arabskimi piosenkarzami, takimi jak Abd al-Halim Hafiz i Abd al-Wahhab. Miała też większe możliwości w wyborze kompozytorów dla swoich piosenek. Wielu Marokańczyków było jednak niezadowolonych, że ich gwiazda wyemigrowała z kraju, mimo że nadal pojawiała się na marokańskich festiwalach muzycznych.
W 1975 roku wydała w Kairze płytę muzyczną "El hob elli ana a'aycheh". W 1980 Samira reprezentowała Maroko w Konkursie Piosenki Eurowizji śpiewając "Bitaqat Hub", utwór, który wzywał do pokoju pośród napięć arabsko-izraelskich. Piosenka zajęła 18. miejsce na 19 utworów. Był to jedyny wypadek, gdy Maroko (lub jakikolwiek inny kraj arabski) było reprezentowane na Eurowizji.
W 1980 roku Sa’id wykonała utwór "Allemnah el Hob" w egipskiej telewizji Layali, dzięki czemu stała się popularna także i w Egipcie. W dalszych latach wydawała kolejne płyty powstałe we współpracy z wybitnymi arabskimi kompozytorami i autorami tekstów. W swojej twórczości łączyła wiele muzycznych stylów i gatunków, zapewniających dalszy wzrost liczby fanów.
W 2000 roku ukazał się jej słynny singiel "Lajla Habibi", który zdobył nagrodę dla najlepszego w świecie arabskim do 2001.
W 2003 roku Samira Sa’id wygrała World Music Awards w Monako. Nagrody przyznawane są w oparciu o światowe wartości sprzedaży w danym roku. Samira Sa’id zdobyła również nagrodę BBC dla muzyki światowej dla najlepszego artysty na Bliskim Wschodzie, za album "Youm Wara Youm".

## Dyskografia

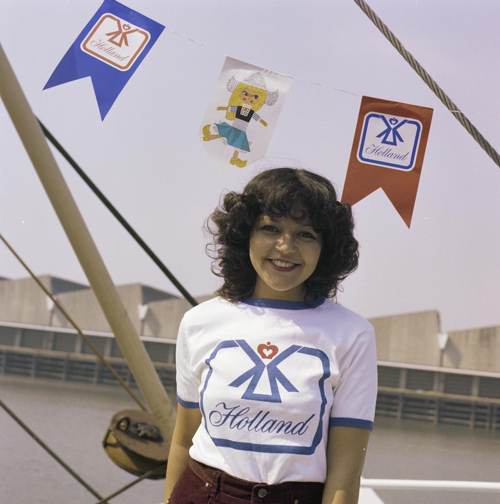
Sa'id w 1980 roku

| 1. El hob elli ana a'aycheh (1975) 2. Bitaqat hob (1977) 3. Ben Lif (1979) 4. Hikaya (1981) 5. Allemnah el Hob (1982) 6. Ketr al Kalam (1983) 7. Methaya'li (1984) 8. Lilet el Ouns (1984) 9. Ya Damaiti Haddi (1984) 10. Ehki ya Shehrazade (1985) | 1. Youm akablak Fih (1985) 2. Ech gab li gab (1985) 3. Amrak ajib en (1986) 4. Ana walla anta (1989) 5. Moch hatnazel a'anak (1986) 6. Sibak (1986) 7. Ya ebn al halel (1987) 8. Ghariba (1988) 9. Sibni louahdi (1988) 10. Ensani (1989) | 1. Ba'adin neta'ateb (1990) 2. Choft el amar (1991) 3. Hannitlak (1992) 4. Khayfa (1992) 5. a'ach'a (1993) 6. Enta habibi (1995) 7. Kolli de echa3at (1996) 8. a'al bal (1998) 9. Rouhi (1999) 10. Laila habibi (2001) | 1. Youm Wara Youm (2002) 2. Har Taraf (z Shaan) 3. Awweeni Beek (2004) 4. Ayaam Hayati (2008) 5. Be winner ft. Fnaïre (2010) 6. Khallouh (2010) 7. Mazal (2013) |